# Constantin Kinský
Constantin Norbert Kinský (* 12. ledna 1961 Paříž nebo Vincennes) je český mecenáš a finanční poradce. Pochází ze starého českého šlechtického rodu Kinských.

## Život
Prvorozený syn Radslava Kinského (14. června 1928 Obora–Kněžičky u Chlumce nad Cidlinou – 12. října 2008 Žďár nad Sázavou), který emigroval z Československa v roce 1958, a jeho manželky, původem gruzínské princezny Thamary Amilakvari (29. července 1935 Paříž – 17. dubna 2019 Paříž).
Vyrůstal ve Francii, kde vystudoval tři vysoké školy a jeden rok žil s rodiči ve Skotsku. Pracoval v londýnské a pařížské pobočce banky Merill Lynch. V roce 1997 se vrátil na Moravu a spravuje majetky ve Žďáru nad Sázavou. Vede rodinnou firmu Kinský Žďár, která obhospodařuje 750 ha rybníků, lesní hospodářství a podniká v zemědělství, provozuje hobby market. Po návratu pomohl tehdejšímu premiérovi Miloši Zemanovi (* 1944) s ochranou, restrukturalizací a privatizací České spořitelny. Od roku 2006 vedl pobočku poradenské firmy Roland Berger. Momentálně se zabývá poradenstvím ve finančním sektoru na volné noze. Od roku 2011 do roku 2017 předsedal Francouzsko-české obchodní komoře. 
Od roku 2013 provádí rekonstrukci zámku, ve kterém vybudoval interaktivní muzeum s názvem Muzeum nové generace se zaměřením na baroko a období budování cisterciáckého kláštera. V roce 2023 získal Constantin Kinský evropskou dotaci na vybudování kreativního centra v budově bývalého konventu.

## Ocenění
V roce 2016 získal Constantin Kinský Nejvyšší ocenění kraje Vysočina, přesná kategorie byla uveřejněna v říjnu 2016, spolu se svojí manželkou Marií získal skleněnou medaili Kraje Vysočina. Je držitelem zlaté medaile Mendelovy univerzity v Brně. Tuto medaili obdržel za rozumnou a udržitelnou péči o krajinu.
U příležitosti diecézní pouti rodin v září 2017 mu brněnský biskup Vojtěch Cikrle udělil medaili sv. Cyrila a Metoděje.

## Rodina
Constantin Norbert Kinský se 31. října 1987 v Paříži oženil s francouzskou choreografkou Marií de Crevoisier d'Hurbache (* 4. 9. 1963 Salon de Provence). Narodili se jim 2 synové:
- 1. Jan Václav (Jan André Marie Venceslas; * 22. 4. 1990 Sèvres)
  - ∞ (30. 7. 2022 Žďár nad Sázavou) Laëtitia Behaghel[7]
- 2. Adrien (* 19. 6. 2002 Cormeilles-en-Parisis)